# كاربوكوريون (كارديتسا)
كاربوكوريون (Καρποχώριον) هي مدينة في كارديتسا في مقاطعة فوريا إلادا في اليونان.
يبلغ عدد سكانها حوالي 898 نسمة.